# Cyanolanius madagascarinus
Il vanga azzurro (Cyanolanius madagascarinus (Linnaeus, 1766)) è un uccello della famiglia Vangidae, endemico del Madagascar e delle isole Comore. È l'unica specie del genere Cyanolanius.